# شهریار پوردانش
شهریار پوردانش معروف به شار پوردانش (متولد ۱۹ ژوئیه ۱۹۷۰) یک فوتبالیست تهاجمی سابق فوتبال آمریکایی است که در سالهای ۱۹۹۶ تا ۲۰۰۱ در لیگ ملی فوتبال برای تیم‌های واشینگتن ردسکینز، پیتسبرگ استیلرز و اوکلند ریدرز بازی می‌کرد. شار در سال ۲۰۰۱ بر اثر یک آسیب شدید زانو کوتاه خود را از دست داد و به همین دلیل از بازی به‌صورت حرفه‌ای کناره‌گیری نمود. او نخستین ایرانی است که در لیگ ملی فوتبال (آمریکا) بازی می‌کرد.